# الاعصور (ريمة)

تعديل مصدري - تعديل

بني الاعصور أو قرية الاعصور   هي إحدى قرى عزلة الضبارةالواقعة ضمن مديرية مديرية كسمة التابعة لمحافظة ريمة، بلغ تعداد سكانها (1480) نسمة حسب تعداد اليمن لعام 2004.

## المحلات التابعة للقرية
- القطع
- السلفة
- زوفان
- الثبابه
- العرش
- الحيث
- عنبر
- الدرع
- الجبل
- السور
- الجنينية
- قحيط
- مرخ
- دي يمد
- سهل العريض

## روابط خارجية
- الدليل الشامــل